# Sidney Crosby
Sidney Patrick Crosby (født 7. august 1987 i Cole Harbour, Nova Scotia) er en canadisk ishockeyspiller der, spiller for Pittsburgh Penguins i NHL. Hans foretrukne position på isen er center, og han er kaptajn for sit hold.

## Klubkarriere
Han blev draftet af Pittsburgh Penguins som den første spiller i draften i 2005. Han regnes af de fleste eksperter som det største talent siden Mario Lemieux. Crosby spillede fra 2003-05 i juniorligaen QMJHL for Rimouski Oceanic. Han spås af mange til at kunne blive den bedste ishockeyspiller nogensinde. Til og med Wayne Gretzky har udtalt at Crosby har potentialet til at slå mange af Gretzkys rekorder.
I sin første sæson i NHL (2005-06) lavede Crosby i alt 102 point og blev nr. 2 i rookieligaen (førsteårsspillere) efter den to år ældre russer Alexander Ovechkin.  
I sin anden NHL-sæson (2006-07) lavede han hele 120 point fordelt på 36 mål og 84 assist. Dermed vandt han NHL's pointliga som den yngste spiller nogensinde. Han blev også den første teenager nogensinde der vandt pointligaen i en professionel amerikansk holdidræt.
I slutningen af maj 2007 blev Crosby udnævnt til kaptajn for Pittsburgh Penguins. Han blev dermed den yngste kaptajn nogensinde i NHL. I 2009 vandt han med Penguins sit første Stanley Cup-trofæ.

## Landshold
I 2006 var Crosby som 18-årig første gang med til VM i ishockey, og her blev han turneringens topscorer med otte mål og otte assists i ni kammpe. Han blev dermed den yngste topscorer ved et VM nogensinde. Trods denne præstation kom han ikke med til vinter-OL 2006, men fire år senere var han med i truppen til vinter-OL 2010 på hjemmebane i Vancouver. Her begyndte canadierne halvsløjt; efter en klar sejr over Norge i første kamp, måtte i straffeslagskonkurrence for at vinde over Schweiz – her blev Crosby matchvinder, da han som den eneste spiller scorede. Den sidste kamp tabte canadierne til USA, men herefter vandt holdet i kvartfinalen 8-2 over Tyskland og i semifinalen med 3-2 over Slovakiet og var dermed i finalen. Her var der lagt op til et revancheopgør mod USA, og det lykkedes canadierne at sejre med 3-2 efter forlænget spilletid, og Crosby blev matchvinder med sit mål næsten otte minutter inde i den ekstra periode, som sikrede candisk guld. Han afgørende mål er siden omtalt som det "gyldne mål" og et af de mest ikoniske øjeblikke i canadisk sport.
Ved vinter-OL 2014 i Sotji var Crosby igen med, denne gang som Canadas kaptajn. Her genvandt canadierne guldet med lutter sejre i indledende pulje, sejr over Letland 2-1 i kvartfinalen og over USA 1-0 i semifinalen, inden de i finalen slog Sverie med 3-0.
Det følgende år var Crosby med til at vinde VM-guld for Canada for første gang siden 2007, og samtidig kom Crosby i Triple Gold Club som en ishockeyspiller, der har vundet både Stanley Cup, OL og VM. Han var samtidig den første spiller i denne klub, der har været kaptajn for sit hold i alle tre tilfælde. Canada vandt ligeledes World Cup of Hockey på hjemmebane i 2016, igen med Crosby som kaptajn og samtidig som turneringens topscorer; han blev udpeget som turneringens Most Valuable Player.

## Statistik
| 2001–02   | Dartmouth Subways   | MAAA      | 74  | 95 | 98  | 193 | 114 | 7  | 11 | 13 | 24 | 0  |
| 2002–03   | Shattuck St. Mary's | USHS      | 57  | 72 | 90  | 162 | 104 | -- | -- | -- | -- | -- |
| 2003–04   | Rimouski Océanic    | QMJHL     | 59  | 54 | 81  | 135 | 74  | 9  | 7  | 9  | 16 | 10 |
| 2004–05   | Rimouski Océanic    | QMJHL     | 62  | 66 | 102 | 168 | 84  | 13 | 14 | 17 | 31 | 16 |
| 2005–06   | Pittsburgh Penguins | NHL       | 81  | 39 | 63  | 102 | 110 | -- | -- | -- | -- | -- |
| 2006–07   | Pittsburgh Penguins | NHL       | 79  | 36 | 84  | 120 | 60  | 5  | 3  | 2  | 5  | 4  |
| 2007–08   | Pittsburgh Penguins | NHL       | 53  | 24 | 48  | 72  | 39  | 20 | 6  | 21 | 27 | 12 |
| NHL Total | NHL Total           | NHL Total | 213 | 99 | 195 | 294 | 209 | 25 | 9  | 23 | 32 | 16 |

## Bedrifter og udmærkelser

### Rekorder
- Pittsburgh Penguins – Flest assists af en rookie i en sæson (63)
- Pittsburgh Penguins – Flest points af en rookie i en sæson (102)
- Første rookie med 100 points og 100 udvisningsminutter i en sæson
- Yngste spiller nogensinde i NHL med 100 points i en season
- Yngste spiller nogensinde i NHL med 200 points i karrieren (19 år og 207 dage)
- Yngste spiller nogensinde i NHL med 2 sæsoner i træk med minimum 100 points
- Yngste spiller nogensinde som er blevet valgt ved afstemning til NHL's allstar-kamp.
- Yngste spiller nogensinde i NHL som har vundet Art Ross Trophy (flest points i grundspillet)
- Yngste spiller nogensinde i NHL som har vundet Lester B. Pearson Award (bedste spiller i grundspillet, valgt af spillerne)
- Yngste spiller nogensinde i NHL udnævnt til First All-Star Team
- Yngste spiller nogensinde i NHL udnævnt til holdkaptajn
- Yngste spiller nogensinde i NHL til All-Star Team efter sæsonafslutningen

### Priser og udmærkelser

#### NHL
- Art Ross Trophy – 2007
- Lester B. Pearson Award – 2007
- Hart Memorial Trophy – 2007
- NHL First All-Star Team – 2007
- NHL All-Rookie Team – 2006
- Månedens rookie – Oktober 2005
- All-Star-kamp – 2007
- Mark Messier Leadership Award – Januar 2007

#### Ishockey-VM
- VM's All-Star Hold – VM i ishockey 2006
- VM's bedste forward – 2006
- VM's topscorer – 2006

#### Canadian Hockey League
- CHL Rookie of the Year (Årets rookie) – 2004
- CHL Player of the Year (Årets spiller) – 2004, 2005
- Topscorer – 2004, 2005
- Canada Post Cup (Flest gange udnævnt til kampens spiller (Three Stars)) – 2004, 2005
- Bedste talent – 2005
- Memorial Cup All-Star hold – 2005
- Ed Chynoweth Trophy (Memorial Cup Topscorer) – 2005

#### Quebec Major Junior Hockey League
- RDS/JVC Trophy (Årets rookie) – 2004
- QMJHL All-Star Rookie hold – 2004
- QMJHL Første All-Star hold – 2004, 2005
- Michel Briere Trophy (Mest værdifulde spiller) – 2004, 2005
- Jean Béliveau Trophy (Ligatopscorer) – 2004, 2005
- Mike Bossy Trophy (bedste professionelle talent) – 2005
- Paul Dumont Trophy (Årets personlighed) – 2004, 2005
- Guy Lafleur Trophy (Mest værdifulde spiller i slutspillet) – 2005
- Michel Bergeron Trophy (Årets offensive rookie) – 2004
- Årets offensive spiller – 2004, 2005

## Eksterne links
- Statistik fra www.hockeydb.com